# 漫畫世界 (商店)
漫畫世界是香港的租借漫畫店，由張志忠及其妻子在1992年或1993年創立。截至2024年11月，店內共有7萬多本漫畫和小說。《文化者》和《集誌社》在2020年代分別形容它是「碩果僅存的租借漫畫店」和「香港現存少數可租借漫畫的店舖」。
1990年代初，張志忠及其妻子在九龍城啟德機場附近創立了動畫录影带出租店「動畫館」，它在1992年或1993年轉型成漫畫店。最高峰時漫畫世界有10間分店。不過之後不同的分店都在商場業主領匯拒租或加租，及租書行業式微的情況下結業。最後只餘下彩虹邨金碧樓的店鋪仍在運作。2024年11月左右，香港政府公佈將分三期重建彩虹邨，讓張志忠及其妻子決定於2025年3月續租時，若租金不變，將結束營業。並打算把店內的著作出售，餘下的會送到回收商回收。2025年2月，漫畫世界官方表示獲續租至2028年，並會繼續把店內的漫畫出售。若全售出則提早結業。

## 歷史
1990年代初，張志忠及其妻子在九龍城啟德機場附近創立了動畫录影带出租店「動畫館」，不過由於版權費及來貨少的關係，他們的營利空間增長在2至3年內停滯。此時有顧客提議他們可轉型為漫畫出租店，以此避免录影带出租的原有缺點——當時香港對漫畫的版權規限相對動畫而言較寬鬆，因此會有出版業從業者在沒有得到原版權持有人許可的情況下自行翻譯漫畫出版，市場貨源供應較充足。於是動畫館在1992年或1993年轉型成漫畫店。最高峰時有10間分店。期間總店曾搬到黃大仙龍翔中心。
不過在2007年時，龍翔中心的店鋪不獲業主領匯續約，於是他們搬到彩虹邨金碧樓。之後其他分店亦因租書行業式微和領匯拒租或加租而結業，只餘下金碧樓的店鋪仍在運作。2015年8月，漫畫世界開設了漫畫書車服務，讓會員能透過網上平台預訂漫畫和小說，再由該店的職員送遞。2024年11月左右，香港政府公佈將分三期重建彩虹邨，讓張志忠及其妻子決定於2025年3月續租時，若租金不變，將結束營業。並打算把店內的著作出售，餘下的會送到回收商回收。2025年2月，漫畫世界官方表示獲續租至2028年，並會繼續把店內的漫畫出售。若全售出則提早結業。

## 服務
漫畫世界初期提供漫畫出售和出租服務。之後仍提供武俠小說、同人漫畫、日本漫畫的出租服務。2023年時的租書價格最低為5港元。截至2024年11月，店內共有7萬多本漫畫和小說，包括《男兒當入樽》和《龍珠》的初版實體本；以《叮噹》之名出版的《哆啦A夢》實體本。

## 迴響
張志忠估計，漫畫世界高鋒時有逾4萬名會員，顧客中包括倪震和香港漫畫家劉雲傑。到了2020年左右的租借作品多以小說為主，顧客也以年紀較大的人為重心。《文化者》和《集誌社》在2020年代分別形容它是「碩果僅存的租借漫畫店」和「香港現存少數可租借漫畫的店舖」。